# 湯姆·孔蒂
湯姆·孔蒂（英語：Tommaso Antonio Conti；1941年11月22日—）是一名蘇格蘭演員。1979年，他憑藉戲劇《Whose Life Is It Anyway?》獲得東尼獎最佳話劇男主角；1983年，他主演的電影《Reuben, Reuben》獲得極大的反響，使其得到奧斯卡金像獎最佳男主角提名，《Reuben, Reuben》目前在爛番茄的專業影評人評分為100%。2023年，他在電影《奧本海默》中飾演愛因斯坦，演技獲得廣泛讚賞。
大銀幕代表作有1983年《Reuben, Reuben》、1983年《俘虜》、2017年《柏靈頓熊熊出任務》和2023年《奧本海默》等作品。